# Alexander Penn Wooldridge
Alexander Penn Wooldridge (* 13. April 1847 in New Orleans, Louisiana; † 8. September 1930 in Austin, Texas) war ein US-amerikanischer Rechtsanwalt, Bankier und Politiker. Von 1909 bis 1919 bekleidete er das Amt des Bürgermeisters von Austin.

## Leben
Wooldridge studierte an der University of Virginia und erhielt dort 1868 seinen Abschluss. Anschließend nahm er eine Lehrstelle als Professor für Physikalische Wissenschaften am Bethel College in Russellville, Kentucky an. 1872 zog Wooldridge nach Austin, Texas und studierte Rechtswissenschaften in der Anwaltskanzlei Terrell and Walker. Noch im selben Jahr wurde er als Anwalt für den fünften Circuit Court zugelassen und beteiligte sich an der Gründung der Anwaltskanzlei Fulmore, Wallace, and Wooldridge, Attorneys at Law and Land Agents. 1874 kehrte Wooldridge kurzzeitig nach Russellville zurück, um dort Ellen Waggener, die Schwester von Leslie Waggener, zu heiraten. Aus der Ehe gingen sieben Kinder hervor.
In den nächsten Jahren begann Wooldridge sich in Austin in verschiedenen Funktionen zivilgesellschaftlich zu engagieren. So wurde er 1880 Präsident des ersten public school board der Stadt und trug als solcher zu dem Aufbau des örtlichen öffentlichen Schulwesens bei. 1881 war er Vorsitzender des Komitees, welches einen Standort für die University of Texas suchte und führte die Kampagne für den Standort Austin an. Von August 1882 bis September 1894 war er Sekretär des Board of Regents der Universität.
1885 wurde er Präsident der City National Bank. Des Weiteren war er von 1888 bis 1890 Präsident der Handelskammer von Austin. 1902 wurde er Präsident des Board of Regents des Texas Industrial Institute and College for the Education of White Girls of the State of Texas in the Arts and Sciences. Als seine Frau 1903 unerwartet an Typhus starb, ging Wooldridge in den Teilruhestand. Er verzichtete auf eine weitere Amtszeit als Präsident des Board of Regents. Des Weiteren wurde er von seinen Aufgaben bzgl. seiner Bank freigestellt, als diese 1905 mit der Austin National Bank vereinigt wurde. 
1909 wurde er zum Bürgermeister von Austin gewählt. Als solcher kümmerte er sich um die Pflasterung und Beleuchtung der Straßen der Stadt, stattete Polizei und Feuerwehr mit weiteren Mitteln aus und führte verschiedene Projekte im Bereich der Abwasserentsorgung durch. 1917 heiratete Wooldridge erneut. Seine zweite Frau Nellie Wylie Holden (1863–1944), war eine Austiner Philanthropin, welche in verschiedenen zivilgesellschaftlichen und Wohltätigkeitsorganisationen aktiv war. 1919 schied Wooldridge aus dem Bürgermeisteramt aus. 1924 war er der erste Empfänger des Most Worthy Citizen Award der Stadt. Der Wooldridge Park, die Wooldridge Elementary School und der Wooldridge Drive wurden nach ihm benannt. 
Wooldridge starb am 8. September 1930 in Austin und wurde auf dem Oakwood Cemetery beigesetzt.